# Sân bay Vanguardia
Sân bay La Vanguardia (IATA: VVC, ICAO: SKVV), là một sân bay ở Villavicencio, Colombia. Sân bay này có 1 đường cất hạ cánh dài 1712 m bề mặt nhựa đường. Sân bay này phục vụ các hãng vận tải hàng hóa, các hãng bay thuê bao và máy bay tư nhân.

## Các hãng vận tải hành khách
Hiện có các hãng hàng không sau đang hoạt động tại sân bay này:
- AIRES
  - Bogotá (Sân bay quốc tế El Dorado)
- SATENA
  - Bogotá (Sân bay quốc tế El Dorado)
  - Puerto Carreño (Sân bay Puerto Carreño)
  - Puerto Inírida (Sân bay Obando)
  - La Macarena
  - Mitú (Sân bay Fabio Alberto León Bentley)

## Các hãng vận tải hàng hóa
- Líneas Aéreas Suramericanas